# Paskenta
Paskenta, banda Nomlaki Indijanaca, porodica Copehan, nastanjeni danas u kalifornijskom okrugu Tehama. Godine 1959. anti-indijanskom politikom federalni američki government zlobno niječe postojanje Paskenta Indijanaca, i rasprodaje njihovo zemljište (rancheriju). Pedesetih godina 20. stoljeća istu sudbinu proživljava i stotine indijanskih plemena.  
Paskente 1994. ponovno dobivaju svoj plemenski status pod imenom  Paskenta Band of Nomlaki Indians. U novije doba, 2000. njih oko 240 steklo je rezervat na površini od 2000 akara (acres) s kockarnicom Rolling Hills Casino, koja bi trebala pripomoć ekonomskog razvoju plemena.

## Vanjske poveznice
- Paskenta Band of Nomlaki Indians - determination of lands  Arhivirana inačica izvorne stranice od 3. listopada 2006. (Wayback Machine)